# K-157 Vepr
K-157Vepr je podmornica razreda Ščuka-B Ruske vojne mornarice. Njen gredelj je bil položen 13. julija 1990, splavljena je bila 10. decembra 1994, v uporabo pa je bila predana 25. novembra 1995 in postala je del 24. divizije podmornic Severne flote v Gadžijevem. 6. aprila 1993 je bila poimenovana Vepr.
10. septembra 1998 tik pred polnočjo je 19-letni mornar Aleksandr Kuzminih pobegnil iz sobe, v kateri je bil kazensko pridržan. Svojega paznika je zabodel z dletom, nato ukradel puško AKS-74U in ubil pet kolegov, nato pa ugrabil še dva talca, ki jih je tekom pogajanj tudi ubil. Več kot 20 ur je tudi grozil, da bo razstrelil strelivo. Nato so ga med pogajanji ubili specialci FSB.
Leta 2020 se je podmornica po modernizaciji 2015–2020 v ladjedelnici Nerpa vrnila v aktivno uporabo.
Julija 2021 (s podmornicama Knjaz Vladimir in Orjol) in julija 2022 (s podmornico Severodvinsk) je sodelovala v mornariški paradi ob dnevu Ruske vojne mornarice v Kronštadtu.